# Hrabstwo Sumter (Alabama)

Piramida wieku hrabstwa

Sumter – hrabstwo w stanie Alabama w USA. Populacja liczy 13763 mieszkańców (stan według spisu z 2010 roku).

## Miejscowości
- Cuba
- Emelle
- Epes
- Gainesville
- Geiger
- Livingston
- York

## CDP
- Panola
- Bellamy